# Грендельмейер, Петер
Пе́тер Андре́ас Грендельме́йер (нем. Peter Andreas Grendelmeier; род. 27 апреля 1967, Меннедорф) — швейцарский кёрлингист.
В составе мужской сборной Швейцарии бронзовый призёр чемпионата мира 1993, серебряный и бронзовый призёр чемпионатов Европы. Чемпион Швейцарии среди мужчин, чемпион Швейцарии среди юниоров.
Играл на позиции второго.

## Достижения
- Чемпионат мира по кёрлингу среди мужчин: бронза (1993).
- Чемпионат Европы по кёрлингу: серебро (1995), бронза (1987).
- Чемпионат Швейцарии по кёрлингу среди мужчин: золото (1993).
- Чемпионат Швейцарии по кёрлингу среди юниоров: золото (1985).

## Команды
| Сезон   | Четвёртый           | Третий          | Второй              | Первый            | Запасной                          | Турниры            |
| ------- | ------------------- | --------------- | ------------------- | ----------------- | --------------------------------- | ------------------ |
| 1984—85 | Петер Грендельмейер | Andreas Stübing | Dani Bugmann        | Pascal Jeanneret  |                                   | ЧШЮ 1985           |
| 1987—88 | Дитер Вюст          | Йенс Писберген  | Петер Грендельмейер | Симон Рот         |                                   | ЧЕ 1986            |
| 1992—93 | Дитер Вюст          | Йенс Писберген  | Петер Грендельмейер | Симон Рот         | Мартин Цюррер (ЧМ)                | ЧШМ 1993 · ЧМ 1993 |
| 1995—96 | André Flotron       | Йенс Писберген  | Петер Грендельмейер | Guido Tischhauser | Martin Stoll тренер: Фредерик Жан | ЧЕ 1995            |
| 1996—97 | André Flotron       | Йенс Писберген  | Петер Грендельмейер | Guido Tischhauser |                                   |                    |

(скипы выделены полужирным шрифтом)